# John Heisman
John William Heisman (Cleveland, 23 ottobre 1869 – New York, 3 ottobre 1936) è stato un allenatore di football americano, allenatore di pallacanestro e allenatore di baseball statunitense che ha svolto il ruolo di capo-allenatore nella NCAA. A lui è dedicato l'Heisman Trophy, il premio assegnato al miglior giocatore di college football dell'anno.

## Carriera
Heisman nel football fu capo allenatore all'Oberlin College, al Buchtel College (ora conosciuto come Università di Akron), alla Auburn University, alla Clemson University, a Georgia Tech, alla University of Pennsylvania, al Washington & Jefferson College e a Rice, con un record complessivo nel football universitario di 186–70–18.
Heisman fu anche capo-allenatore nella pallacanestro a Georgia Tech, con un bilancio di 9–14 e allenatore nel baseball a Buchtel, Clemson e Georgia Tech, con un record di 199–108–7. Lavorò anche come direttore atletico a Georgia Tech e Rice.
Il giornalista sportivo Fuzzy Woodruff definì Heisman come il "pioniere del football nel sud". Fu introdotto nella College Football Hall of Fame come allenatore nel 1954. La sua presentazione afferma che Heisman "risiede dietro solo ad Amos Alonzo Stagg, Pop Warner e Walter Camp come innovatore del football della sua epoca". Fu strumentale a diversi aspetti per l'evoluzione di questo sport, inclusa la legalizzazione del passaggio in avanti. Fu un innovatore e un "maestro della tattica". Inventò anche lo snap del centro per fare iniziare l'azione di gioco e abitudine del quarterback di gridare prima del suo avvio. Inoltre gli è accreditata l'idea di mostrare i down e le yard sul tabellone segnapunti e di fare giocare il quarterback come safety in difesa.
Il 10 dicembre 1936, due mesi dopo la morte di Heisman il 3 ottobre, il trofeo del Downtown Athletic Club fu rinominato Heisman Memorial Trophy ed è assegnato al miglior giocatore del football universitario della stagione. I giurati del premio sono rappresentanti dei media, collocati in diverse regioni della nazione per evitare possibili pregiudizi regionali, e precedenti vincitori. Dopo la bancarotta del Downtown Athletic Club nel 2002, il trofeo è ora assegnato dall'Heisman Trust.

## Palmarès
- Campione NCAA: 2

Georgia Tech Yellow Jackets: 1916, 1917
- Campione della Southern Intercollegiate Athletic Association: 7

Clemson Tigers: 1900
Georgia Tech Yellow Jackets: 1902–1903, 1915–1918
- College Football Hall of Fame